# Cmentarz żydowski w Barwicach
Cmentarz żydowski w Barwicach – kirkut mieścił się na północ od cmentarza komunalnego. Położony był blisko linii kolejowej, na południowy zachód od stacji. Przetrwał II wojnę światową i okres po 1945 roku. Prawdopodobnie około roku 1960 uległ zniszczeniu. Zachowały się dwa słupy z ogrodzenia. Dziś w miejscu dawnego kirkutu są polskie nagrobki.